# Mavi Marmara
Le Mavi Marmara  est un navire à passagers battant pavillon des Comores, qui était auparavant détenu et exploité par IDO sur la ligne Sarayburnu, Istanbul Marmara Island - Île Avsa dans la mer de Marmara. Construit au chantier naval de la Corne d'Or en 1994, le navire a une capacité de 1 080 passagers.
En 2010, le bateau est en première page de la presse à la suite de son arraisonnement en mai de la même année par des forces spéciales israéliennes, alors que son équipage qui tentaient de franchir le blocus militaire de la bande de Gaza se rebelle.

## Flottille de la liberté
Le navire a été acheté en 2010 par une ONG humanitaire musulmane turque, l'IHH, Insani Yardim Vakfi, la Fondation pour les droits de l'homme et la liberté et de secours humanitaires, qui réalise des activités sociales et humanitaires dans plus de  100 pays. Il rejoint une flottille de navires exploités par des groupes d'activistes provenant de 37 pays différents avec l'intention d'affronter directement le blocus de Gaza et de proposer de l'aide humanitaire et des fournitures. L'IHH a acquis le navire à un coût de 800 000 $, qui sera pris en charge par les dons du public, étant donné qu'aucun armateur n'était disposé à risquer son navire pendant le voyage.
Le 31 mai 2010, en route vers la bande de Gaza, des commandos de l'Armée de défense d'Israël (Tsahal) ont arraisonné et ont saisi le Mavi Marmara dans les eaux internationales après avoir communiqué les avertissements qu'un blocus naval de la région de Gaza était en vigueur. Dans le violent affrontement qui a suivi, neuf militants turcs sont tués, il y a eu dix blessés parmi les militaires israéliens.

## Conséquence sur les rapports turco-israéliens
Le raid déclenche une sérieuse dégradation des relations entre Israël et la Turquie qui exige des « excuses » ainsi que la levée du blocus de Gaza. 
Le 22 mars 2013, pour la première fois dans l'histoire d'Israël, un Premier ministre israélien est obligé de s'excuser pour son attaque sur des civils. Benyamin Netanyahou appelle le dirigeant turc Recep Tayyip Erdoğan pour présenter ses excuses au peuple turc pour ces erreurs qui ont conduit à des pertes humaines et a donné son accord pour l'indemnisation des familles.
Les conditions posées par la Turquie pour la normalisation des relations bilatérales incluent des excuses israéliennes, des compensations financières pour les familles des victimes et la levée du blocus sur la bande de Gaza.
En dépit des négociations entre les deux États, une cour criminelle d'Istanbul condamne, en mai 2014, quatre anciens responsables militaires israéliens impliqués dans l'assaut contre la flottille qui étaient jugés depuis 2012 par contumace. Elle demande à Interpol d'agir en vue de leur arrestation.
Le 27 juin 2016, Israël et la Turquie annoncent la normalisation de leurs relations diplomatiques — l'accord est signé le 28 juin — : Israël verse 20 millions de dollars aux familles des dix Turcs tués lors de l'assaut du Mavi Marmara et accepterait que les Turcs acheminent, via le port israélien d’Ashdod, « plus de 10 000 tonnes d’assistance humanitaire» pour la construction avec des fonds turcs d’une centrale électrique, d’une usine de dessalement et d’un hôpital à Gaza. La Turquie s’est aussi engagée à empêcher le Hamas, au pouvoir à Gaza, de mener des activités contre Israël depuis son territoire.